# 장락초등학교
장락초등학교는 대한민국 충청북도 제천시에 있는 공립 초등학교이다.

## 학교 연혁
- 2002년 3월 3일: 개교
- 2013년 11월 13일: 통일교육연구학교 충청북도교육청지정 종결 박함회
- 2024년 3월 4일: 개학

## 참고 자료
- 장락초등학교 - 한국교육학술정보원 학교알리미